# Ravi Veloo
Ravi Veloo (* 30. September 1959 in Singapur) ist ein singapurischer Journalist und Schriftsteller.

## Leben
Ravi Veloo, der bis 1990 unter seinem vollständigen Namen Ravindran Veloo publizierte, ist Sohn eines blinden Passagiers. Er wuchs in der Nähe des Distrikts Toa Payoh auf, besuchte die Victoria School in Singapur und absolvierte 1987 die Monash University in Melbourne, Australien in Soziologie.
Als Journalist schrieb Veloo 17 Jahre lang für die singapurische Tageszeitung The Straits Times, da vor allem für die Sonntagsausgabe Sunday Times, zuletzt als Senior Correspondent, sowie verschiedene australische Zeitungen. Im Rahmen des Fulbright-Programmes unterrichtete Veloo an der journalistischen Fakultät der Boston University. Für seine journalistischen Arbeiten erhielt er die Auszeichnung Journalist of the Year für das Jahr 1990, die von der Press Foundation of Asia (Manila) und dem Mitsubishi Public Affairs Committee (Chiyoda-ku, Tokio) verliehen wird.

## Werk
1982 wurde Ravi Veloos Theaterstück The Play Within bei der singapurischen Play Writing Competition eingereicht, gewann einen Preis und erschien 1986 in einem Auswahlband mit Theaterstücken. Sein erster Roman Kampung Chicken, 1990 erschienen, ist eine Fabel über das traditionelle malaiische Dorfleben. 2001 erschien eine Sammlung von Artikeln und Kolumnen unter dem Namen No Room at the Inn. In dem titelgebenden Bericht schreibt Ravi Veloo über den Versuch, mit einer schwangeren Frau und wenig Geld zu Weihnachten die Gastfreundlichkeit von Hotels in Singapur zu testen. Das Buch The Difference Between Malaysians and Singaporeans aus dem Jahr 2002 entstand in Zusammenarbeit mit der Cartoonistin Puay Koon Cheng. Sein Roman Radio Multiverse, der 2011 ausschließlich als Amazon-Kindle-Ausgabe erschien, handelt von Parallelwelten. Für Titelbild und Illustrationen in Radio Multiverse ist ebenso Puay Koon Cheng verantwortlich.
Übersetzt wurden Veröffentlichungen von ihm in Chinesisch, Japanisch, Italienisch und Tamil.

## Veröffentlichungen (Auswahl)
- Kampung Chicken. Angsana Books, Singapur 1990, ISBN 981-00-1577-1.
- No Room at the Inn. The Media Campus, Singapur 2001, ISBN 981-04-5578-X.
- The Difference Between Malaysians and Singaporeans. NewsBooks, Singapur 2002, ISBN 981-04-7445-8.
- Radio Multiverse. The Media Campus (ausschließlich erhältlich über Amazon Kindle), Singapur 2011.